# Ceromya punctum
Ceromya punctum là một loài ruồi trong họ Tachinidae.